# Стент

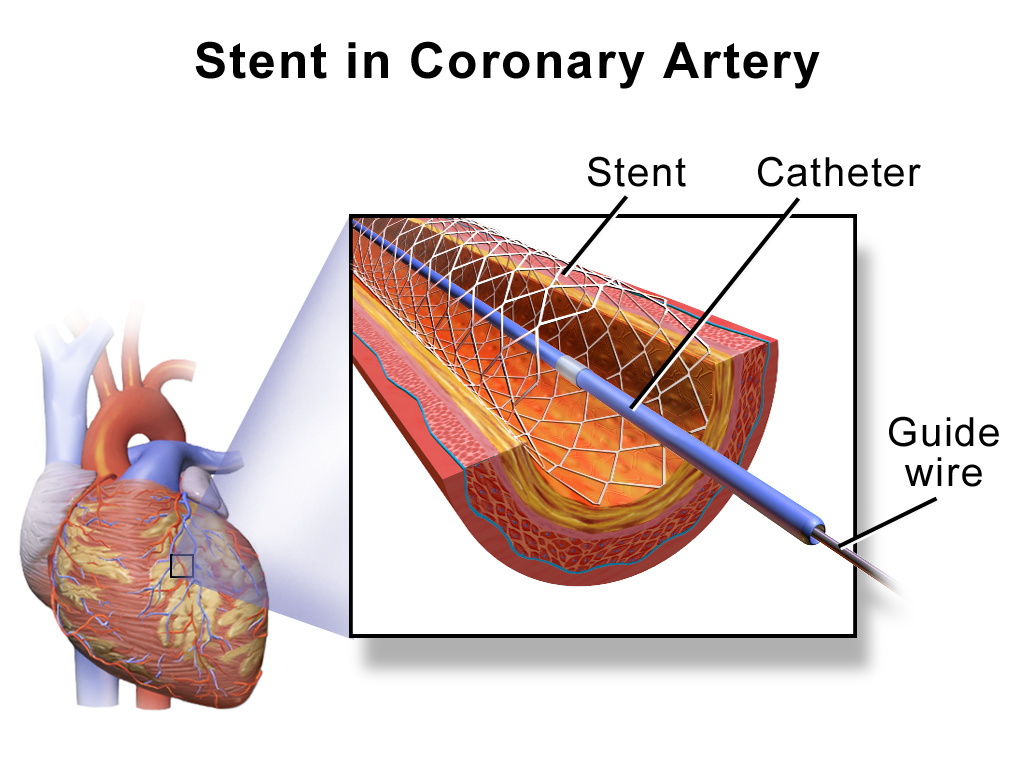
Стент у коронарній артерії

Стент (англ. stent, очевидно, за прізвищем зубного лікаря Ч. Стента) — це циліндрична конструкція, яку розміщують у просвіті порожнистих органів з метою розширення ділянки, звуженої внаслідок патологічного процесу. Існує багато видів стентів різного призначення, від розширюваних коронарних, судинних та біліарних стентів до простих пластикових, що забезпечують проходження сечі від нирок до сечового міхура.

## Історія
Перший стент (Palmaz-Schatz Balloon-Expandable Stent), схвалений FDA, був виготовлений компанією Johnson & Johnson у 1994 р. За останнє десятиліття понад 25 компаній випробували різні сплави і конструкції металевих стентів і домоглися значної стійкості і гнучкості. Пошуки у цій галузі були продиктовані потребою вдосконалення процедури балонної ангіопластики (POBA). У 70—80-х рр. кардіохірурги займалися розробкою методів, які б допомогли розв'язати дві основні проблеми, пов'язані з ангіопластикою — повторну закупорку артерії та розвиток гіперплазії інтими.
У минулому після балонної ангіопластики нерідко виникала повторна закупорка артерії, яка у 5—10 % пацієнтів наставала протягом перших кількох годин чи навіть хвилин після процедури. Ушкодження внутрішнього шару судини і тромбоз ділянки також сприяли закупорці артерії. Цей ефект часто призводив до серйозних ускладнень, включаючи інфаркт міокарда, і вимагав негайного шунтування.
Гіперплазія інтими — це реакція імунної системи на чужорідний елемент, введений під час ангіопластики. При ушкодженні ендотелію у місці інфляції балону може оголитися позаклітинна матриця, унаслідок чого почнеться гіперпроліферація клітин гладенької мускулатури. Ці клітини переміщуються в інтиму, де накопичуються. Тканина у цій ділянці потовщується і рубцюється, через що змінюється структура артерії. Це призводить до рестенозу, тобто повторної закупорки артерії та порушення кровотоку (в 40—50 % пацієнтів протягом 3—5 місяців після процедури). У той час найбільш поширеним методом терапії рестенозу була повторна ангіопластика.

## Матеріали і конструкції
Коронарні стенти мають трубчасту й решітчасту структуру і можуть виготовлятися з цілого ряду сплавів, у тому числі нітинолу, неіржавної сталі та кобальт-хрому. Зазвичай такі стенти бувають гнучкими і пружними, оскільки імплантуються в артерію й мають взаємодіяти з її стінками. Основне призначення коронарного стенту — зсередини підтримувати стінку артерії, перешкоджаючи зменшенню її діаметра. Діаметр стента може складати від 2 до 4 мм у залежності від діаметра судини, конкретних умов і стадії захворювання, а його довжина — від 8 до 38 мм у залежності від довжини звуженої ділянки.
Металеві сплави відрізняються мірою міцності та гнучкості. Матеріал добирається таким чином, щоб досягнути найвищої тромборезистентності й забезпечити рентгеноконтрастність і біологічну сумісність стента.

## Типи стентів
| Тип і опис | Ілюстрація                                                                                            |
| --- | --- |
| Коронарний стент імплантується під час крізьшкірної коронарної інтервенції, чи ангіопластики. Найчастіше коронарний стент імплантують в коронарні артерії. З цією метою застосовують металеві стенти, стенти, що виділяють лікарські препарати, стенти з біодеградовним чи комбінованим покриттям тощо.                                                             | |
| Васкулярні стенти зазвичай імплантують у рамках ангіопластики периферичних артерій. Таким чином здійснюється стентування сонних, загальних клубових та стегнових артерій. У зв'язку із зовнішнім стисканням та механічними навантаженнями цих ділянок у більшості випадків периферичного стентування використовують стенти з гнучких матеріалів на зразок нітинолу. | |
| Стент із покриттям — це судинний стент із текстильним покриттям у вигляді трубки, що розширюється, як і металевий. Стенти з покриттям застосовують в ендоваскулярній хірургії, наприклад, в ендоваскулярному лікуванні аневризм, а також у терапії стенозів при гемодіалізі.                                                                                        | |
| Сечовідні стенти застосовують для забезпечення прохідності сечоводу, порушеної, наприклад, унаслідок сечокам'яної хвороби. Цей метод може бути тимчасовим заходом для зменшення явищ інтоксикації та запобігання ушкодженню заблокованої нирки до видалення каменю.                                                                                                 | |
| Простатичний стент проходить від сечового міхура через простатичну частину сечовипускного каналу. Потреба у такому стентуванні може виникати при доброякісній гіперплазії простати. | |
| Езофагеальний стент є паліативною допомогою на пізніх стадіях раку стравоходу. | [[Файл:SEMS endo.jpg\|thumb\|Ендоскопічне зображення саморозширюваного металевого стенту у стравоході |
| Біліарні стенти забезпечують відведення жовчі з жовчного міхура, підшлункової та жовчних шляхів у дванадцятипалу кишку при таких станах, як висхідний холангіт через блокування каменем. | |
| Дренажні стенти глаукоми — це нова розробка, що чекає на запровадження у кількох країнах. Ці стенти використовують з метою зниження внутрішньоочного тиску шляхом забезпечення дренажного каналу. | |
| Існують також інші типи стентів, як-от дуоденальні, кишкові й панкреатичні, назва яких відповідає місцю їхнього розміщення. | |